# Kettel (Musiker)
Kettel (* 1982 als Reimer H. Eising) ist ein niederländischer DJ und Produzent der elektronischen Tanzmusik.

## Karriere
Zugang zu Musik bekam Kettel im Alter von fünf Jahren durch Klavierstunden. Als Teenager wurde er durch die elektronische Musik von Autechre und Mouse on Mars beeinflusst. Seit 2001 veröffentlicht er eigene Musik und ist parallel international als DJ aktiv. Als Remixer war er u. a. für Depeche Mode und Dash Berlin tätig. Er erstellt außerdem Soundtracks für TV-Werbeclips, u. a. für Audi, Shiseido und Sharp.
2013 erschien der Puzzle-Platformer Ibb and Obb für Microsoft Windows und PlayStation 3, zu dem Kettel den Soundtrack erstellt hatte.
In Zusammenarbeit mit Christopher Graves, Joseph Miragliuolo und Noah Sasso entstand 2002 das Album Original Instrument des gleichnamigen Projektes. Gemeinsam mit Don & Roel Funcken alias Funckarma veröffentlichte er zwei Alben und eine 4-Track-EP unter dem Projektnamen Scone. 
Reimer Eising lebt in Groningen und arbeitete bis zu dessen Auflösung für das Label Sending Orbs, das von seinem Bruder Wouter Eising mitgegründet wurde.

## Stil
Die von Kettel produzierte Musik ist verspielt, komplex und oft poppig-melodiös und wird dem Genre IDM zugerechnet. Eising selbst verwendete einmal die Bezeichnung elektronische Popmusik. Stilbildende Merkmale sind Anleihen an das Ambient-Genre sowie die gelegentliche Verwendung von Tier- und Naturgeräuschen und akustischen Instrumenten.

## Diskographie (Auswahl)
Alben
- 2001: Dreim (Kracfive)
- 2002: Cenny Crush (Djak-Up-Bitch)
- 2002: Smiling Little Cow (Neo Ouija)
- 2004: Volleyed Iron (U-Cover)
- 2005: Through Friendly Waters (Sending Orbs)
- 2006: My Dogan (Sending Orbs)
- 2007: Whisper Me Wishes (Djak-Up-Bitch)
- 2008: Myam James Part 1 (Sending Orbs)
- 2009: Myam James Part 2 (Sending Orbs)
- 2012: When Can (mit Secede; Sending Orbs)
- 2013: Ibb & Obb Original Soundtrack (Sending Orbs)
- 2016: Wingtip (Djak-Up-Bitch)
- 2020: Dwingeloo Life Extension (kein Label)

Compilation
- 2013: Unreleased 2002–2012 (Eigenverlag)